# Guillaume Humbert
Pour les articles homonymes, voir Guillaume de Paris (homonymie).
 (juin 2008).
Si vous disposez d'ouvrages ou d'articles de référence ou si vous connaissez des sites web de qualité traitant du thème abordé ici, merci de compléter l'article en donnant les références utiles à sa vérifiabilité et en les liant à la section « Notes et références ».
Guillaume Humbert (parfois orthographié Guillaume Ymbert), aussi appelé Guillaume de Paris, est un dominicain nommé inquisiteur de la foi en 1303. Il fut inquisiteur général du royaume de France (il n'y avait pas de Grand Inquisiteur de France), et confesseur du roi de 1305 à 1314, et il instruisit, de 1307 à 1314 deux procès retentissants : celui de Marguerite Porete et celui des Templiers.
L'arrestation des Templiers amena le pape Clément V à suspendre les pouvoirs de l'inquisiteur, après une plainte d'Édouard II d'Angleterre, mais la réponse « audacieuse et méprisante » qu'écrivit Philippe IV le Bel contraignit le Pape à faire marche arrière et à rendre ses fonctions à Guillaume.
Il devint archevêque de Sens en 1309[réf. nécessaire].

## Le procès de Marguerite Porete
Humbert prit une part active au procès en hérésie de Marguerite Porete, une mystique, poétesse et béguine. Elle fut accusée d'Antinomisme et brûlée vive en 1310 comme hérétique.
Ce procès eut peu de retentissement, car si Porete par sa mystique, ses écrits, menaçait l'ordre religieux (et incidemment l'ordre social) elle ne menaçait nullement l'ordre royal. Elle n'était que « l'une des innombrables femmes sacrifiées, en Europe, chaque année sur les bûchers ». En effet, pour le bon peuple, Porete n'était qu'une de ces innombrables sorcières exaltées qui encombraient les bûchers via les salles capitulaires (salles de tortures).
Ce fut une proie facile, tout à fait déconnectée des réalités, elle pensait, jusque dans ses derniers instants, que l'Église allait reconnaître le bien-fondé de sa doctrine (le poretisme) qui préfigurait le quiétisme.

## Le procès des Templiers

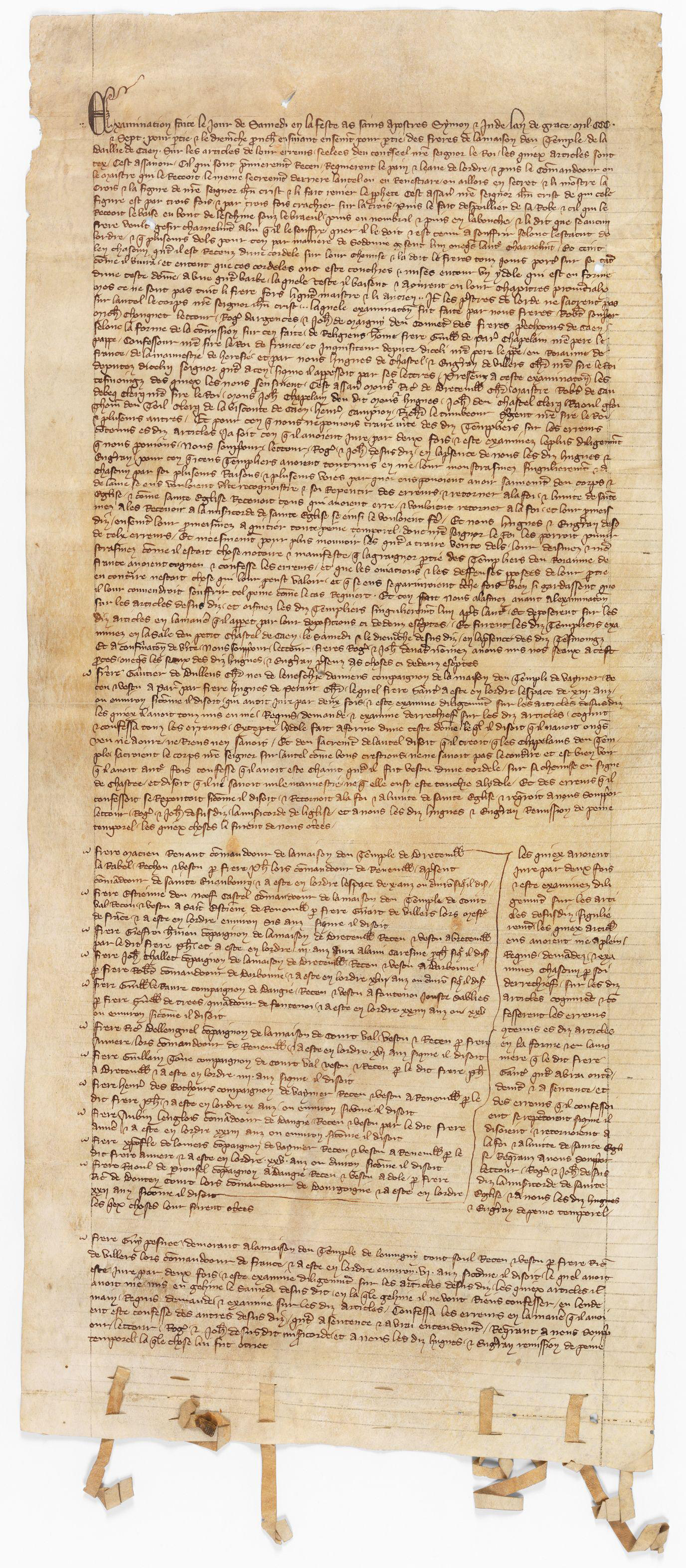
Procès-verbal d’interrogatoire de treize templiers du bailliage de Caen Archives Nationales J-413, n° 20

Le procès des Templiers est bien plus lourd, plus long et bien plus retentissant car ceux-ci loin d'accepter la Chronique d'un supplice annoncé se défendirent vigoureusement jusque sur le bûcher. 
Pour mener à bien ce défi (l'accusation était faible et les enjeux énormes), Philippe le Bel donna pleins pouvoirs à Guillaume Humbert dans une lettre royale du 24 août 1307. 

« Par ce manifeste, Nous nous sommes rendus aux prières et aux réquisitions de Guillaume de Paris, inquisiteur de la foi; nous lui avons promis le secours de notre bras ;… nous avons décidé que les Templiers seraient entendus, parce que s'il est parmi eux des innocents, il faut qu'ils soient éprouvés comme l'or dans la fournaise. »

Il était ainsi possible de faire passer des aveux aux Templiers et par tous les moyens de torture, à savoir la Question tant ordinaire qu'extraordinaire. Car Philippe voulait à tout prix « habiller ses spoliations d'un manteau de légalité » tant juridique que morale et religieuse.
Guillaume Humbert instruisit ces procès avec Guillaume de Nogaret et Nicolas de Lyre.
Durant ces procès, il fut nommé coadjuteur de l'évêque de Paris puis de l'archevêque de Sens en 1309. À cette époque, l'archevêché de Sens gouvernait le diocèse de Paris.
Destitué par le pape Clément V à la demande d'Édouard II, il fut réinstallé en grande pompe par Philippe IV le Bel.
On perd curieusement sa trace après 1314… pour certains, Guillaume de Paris, Grand Inquisiteur de France serait mort poignardé quelque temps après l'assassinat du dernier Grand Maître des Templiers : Jacques de Molay « supplicié sur le bûcher ès l'îlot des juifs, le 18 mars 1314 ». 
Curieusement également, peu de chroniques rapportent ce fait.

### Romans
L'Apothicaire de Henri Lœvenbruck - Guillaume Humbert est un personnage de la partie centrale de l'intrigue historique - Edition de Poche : J'ai Lu n° 9958